# Mistrzostwa Polski w Badmintonie 2007
43. Mistrzostwa Polski w badmintonie 2007 odbyły się w dniach 2 - 4 lutego 2007 w Suchedniowie

## Medaliści
| Konkurencja:            | Złoto:                                                               | Srebro:                                                                        | Brąz: |
| gra pojedyncza kobiet   | Kamila Augustyn (SKB Piast Słupsk)                                   | Agnieszka Wojtkowska (LKS Technik Głubczyce)                                   | Ewa Jarocka (SKB Suwałki) Dorota Grzejdak (KS Masovia Płock) |
| gra pojedyncza mężczyzn | Przemysław Wacha (LKS Technik Głubczyce)                             | Rafał Hawel (LKS Technik Głubczyce)                                            | Dariusz Zięba (SKB Suwałki) Adam Cwalina (SKB Suwałki) |
| gra podwójna kobiet     | Kamila Augustyn (SKB Piast Słupsk) Nadieżda Kostiuczyk (SKB Suwałki) | Małgorzata Kurdelska (AZSUW Warszawa) Angelika Węgrzyn (LKS Technik Głubczyce) | Monika Bieńkowska (KS Masovia Płock) Dorota Grzejdak (KS Masovia Płock) Natalia Pocztowiak (LKS Technik Głubczyce) Agnieszka Wojtkowska (LKS Technik Głubczyce) |
| gra podwójna mężczyzn   | Michał Łogosz (SKB Suwałki) Robert Mateusiak (SKB Suwałki)           | Rafał Hawel (Technik Głubczyce) Przemysław Wacha (Technik Głubczyce)           | Paweł Dróżdż (SKB Piast Słupsk) Kamil Raszkiewicz (SKB Suwałki) Adam Cwalina (SKB Suwałki) Wojciech Szkudlarczyk (LKS Technik Głubczyce)                        |
| gra mieszana            | Robert Mateusiak (SKB Suwałki) Nadieżda Kostiuczyk (SKB Suwałki)     | Michał Łogosz (SKB Suwałki) Joanna Szleszyńska (SKB Suwałki)                   | Wojciech Szkudlarczyk (LKS Technik Głubczyce) Natalia Pocztowiak (LKS Technik Głubczyce) Damian Pławecki (AZS AGH Kraków) Monika Bieńkowska (KS Masovia Płock)  |